# Степановка (Задонский район)
Степановка — деревня в Задонском районе Липецкой области России. Входит в состав Верхнестуденецкого сельского поселения.

## Географическое положение
Деревня расположена на Среднерусской возвышенности, в центральной части Липецкой области, в северо-восточной части Задонского района, к востоку от реки Дон, на берегу ручья Студенец. Расстояние до районного центра (города Задонска) — 24 км. Абсолютная высота — 149 метров над уровнем моря. Ближайшие населённые пункты — село Верхний Студенец, село Никольское, деревня Дмитриевка, деревня Казинка, деревня Софиевка, посёлок Донской Рудник, село Донское, посёлок Патриаршая. К югу от Степановки проходит автотрасса Р119. Севернее деревни проходит участок пути Липецк — Елец Юго-Восточной железной дороги.

## Население
| 2010 |
| ---- |
| 19   |

По данным Всероссийской переписи, в 2010 году численность населения деревни составляла 19 человек (11 мужчин и 8 женщин).

## Улицы
Уличная сеть деревни состоит из одной улицы (ул. Заречная).